# Stargate SG-1 (rollenspel)
Stargate: SG-1 Roleplaying Game is een rollenspel gebaseerd op de televisieserie Stargate SG-1. Het spel is uitgebracht in 2003 door Alderac Entertainment Group (AEG).
Het spel is gemodelleerd naar AEG's Spycraft, en gebruikt het d20-systeem. Het spel wordt inmiddels niet meer uitgebracht.

## Kernregelboek
Het kernregelboek van het spel is een boek van 488 pagina’s met harde kaft, met daarin onder andere:
- Samenvattingen van de eerste zes seizoenen van de televisieserie.
- Informatie over enkele van de planeten bezocht door SG-1.
- Informatie over de Stargate Command en het Cheyenne Mountain-complex
- Details over de Goa'uld, waaronder hun geschiedenis en fysiologie.
- Vaardigheden en uitrusting voor elk personage.
- Details voor de spelmeesters.

## Andere boeken
AEG heeft ook een aantal andere boeken uitgebracht voor het spel.
- Fantastic Frontiers (2003) en Friends and Foes (2004), met details over seizoen 1 en 2 van de serie.
- False Gods (2004), met informatie over de systeemheren.
- First Steps (2004), een collectie van werelden en avonturen, speciaal bedacht voor het spel.